# Petre Dulfu
Petre Dulfu (n. 10 martie 1856, Tohat, Maramureș, România – d. 31 octombrie 1953, București, România) a fost un autor de basme, poet, profesor, traducător și doctor în filozofie român. A fost membru al Societății Scriitorilor Români din 1911.

## Biografie
După absolvirea claselor primare și a Gimnaziului din Baia Mare (Colegiul Gheorghe Șincai de astăzi), a urmat cursurile Facultății de Litere și Filosofie la Cluj, obținând, în 1881, diploma de doctor în filosofie cu o lucrare dedicată activității literare a lui Vasile Alecsandri (titlul original: "Működése a román irodalom terén", trad. "Activitatea lui Vasile Alecsandri pe tărâmul literaturii române"). Toate studiile, inclusiv lucrarea de doctorat, le-a făcut în limba maghiară.
După terminarea studiilor, a trecut Carpații și s-a stabilit în București, desfășurând o bogată activitate literară și didactică până la sfârșitul vieții. Aici, prin intermediul lui Ioan Slavici și apoi în casa cunoscutului pedagog Barbu Constantinescu, a avut ocazia să cunoască mari personalități culturale: Bogdan Petriceicu Hașdeu, Mihai Eminescu, Alexandru Vlahuță, Alexandru Odobescu, Barbu Ștefănescu Delavrancea.
A fost profesor la școala normală de învățători și la școala normală de fete “Elena Doamna” din București.

### Creații
Primele poezii originale le-a citit în ședințele “Societății de bibliotecă”, devenită “Societatea de lectură a elevilor români din Gimnasiul din Baia Mare”, al cărui membru și bibliotecar a devenit în 1871.
În anul 1873 a debutat la Pesta în revista Familia, condusă de Iosif Vulcan.
În anul 1894 a debutat editorial cu Isprăvile lui Păcală. Premiată de Academia Română, lucrarea a cunoscut zeci de ediții aducându-i o popularitate deosebită. Au urmat alte creații care, de asemenea, i-au adus recunoaștere unanimă: Snoave, Odinioară, Ion Săracul, Zâna florilor, Cei doi feți-logofeți cu părul de aur.
Alături de Isprăvile lui Păcală alte două lucrări Gruia lui Novac și Povestea lui Făt-Frumos s-au impus ca opere de referință în literatura română.

### Activitatea didactică
Activitatea didactică desfășurată de-a lungul a 40 de ani l-a impus drept pedagog desăvârșit și deschizător de drum prin caracterul modern și aplicativ al ideilor didactice susținute.
A redactat numeroase manuale școlare din cele mai diverse domenii: abecedare, cărți de citire în limba română, aritmetică, geografie. Cele mai cunoscute și apreciate au fost Etica sau morală filosofică și Noțiuni de estetică.
S-a retras de la catedră în 1927 la vârsta de 71 de ani.

### Premii literare
A primit premii ale Academiei Române pentru Isprăvile lui Păcală și pentru traducerile din Euripide (Ifigenia în Aulida - Ifigenia în Taurida), considerate cele mai bune traduceri ale pieselor lui Euripide existente la vremea respectivă.

## Opera

### Isprăvile lui Păcală(1894)
- Moștenirea
- Vânzarea
- Împărțirea comorii
- Fuga
- Fluierul
- Tocmeala
- Caprele popii
- La oi
- Boii lui Păcală
- Moara dracilor
- Cucul
- Evanghelia
- Răfuiala
- Mireasa
- Păcală și Tândală
- Învierea morților
- Păcală însurat
- Strechea
- Prânzul
- Otrava
- Rămășaguri c-un boier
- Alte rămășaguri
- La vatra părintească
- Păcală mare gospodar

### Gruie-al lui Novac(1913)
- Cuvânt înainte
- Dor de însurat
- Aripile zânei
- În pețit
- La arat
- Tătarul
- În Țarigrad
- Prânzul
- Negrușor
- Voichița și mama ei
- Zâna Magdalina
- Beție
- Lupta
- Răzbunarea Magdalinei
- Turcul viteaz
- La veselie
- Niță
- Fata turcului
- La socri
- Moartea lui Novac
- În robie tătărească
- Ileana
- Nunta
- Legea
- Șarpele

### Dor de sat(1922)
Publicat în suplimentul muzical al revistei Transilvania, Petre Dulfu a contribuit cu versurile pentru acest cântec de dor. Versurile reproduse mai jos au fost culese de Paște 2010 de la cea mai vârstnică bătrână de 97 de ani din Tohat, acum aparținător orașului Ulmeni, jud. Maramureș, satul natal al lui Petre Dulfu și cel care este subiectul acestei poezii. Lotica Morar păstrează în memorie această creație după aproape 80 de ani de la prima și singura ei publicare (ea nu știe să citească și să scrie, însă are o memorie extraordinară). 
Iese luna dintr-un nor

Și-mi aprinde-n suflet dor

Dor de satul părăsit

Dor de câmpul înverzit.

Dau-ar Dumnezeu să dea

Să mă văd la vatra mea

Să nu fie-n sat drăguță

Ca și-a mea nici o căsuță.

Zi și noapte să muncesc

Pân-oi face cum doresc

Casa, cuib de vesel trai

Satul, colțișor de rai.

### Traduceri
- Petőfi Sándor, Nebunul. În: Afirmarea 3/1940, p. 24—25.[6]

## Recunoaștere
În semn de recunoaștere pentru contribuția sa la dezvoltarea literaturii și învățământului românesc, Biblioteca Județeană Petre Dulfu din Baia Mare îi poartă numele.